# ألكسندر شيتسوف
ألكسندر شيتسوف (بالروسية: Швецов, Александр Васильевич)‏ (17 ديسمبر 1980 بموسكو في روسيا - ) هو لاعب كرة قدم روسي في مركز الوسط. لعب مع أنجي محج قلعة وتوربيدو موسكو وتوم تومسك وسيبير نوفوسيبيريسك ونادي داوغافا ونادي سيسكا موسكو ونادي كريليا سوفيتوف سامارا وFC Vityaz Podolsk ‏ وFC Olimp-Dolgoprudny ‏ ونادي خيمكي وأفانجارد كورسك.